# Cotton Traders
Cotton Traders (en español: Cotton Proveedores) es una empresa británica fabricante de artículos para el hogar, ropa deportiva y casual.

## Historia

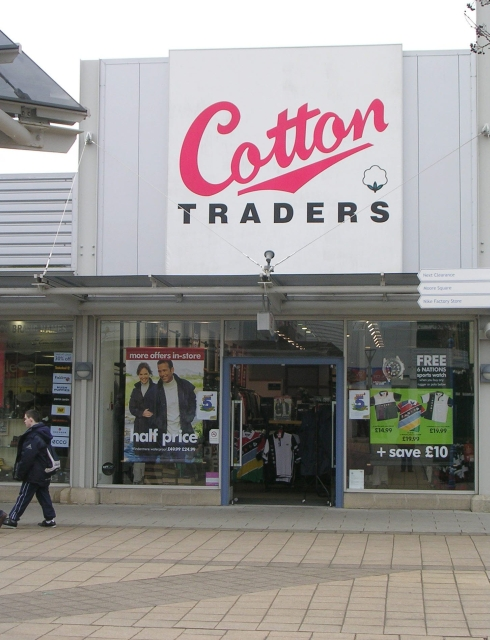
Tienda en el Reino Unido.

Fran Cotton y Steve Smith, exrugbistas internacionales con la Rosa, fundaron la empresa en Altrincham; Reino Unido, en 1987. Fue ideada como proveedora de ropa para rugby.
La compañía inició en una pequeña habitación al lado de la estación de tren de Altrincham, suministrando camisetas de rugby a pedido y publicitándose en los periódicos locales. En los primeros dos años, el negocio agregó colecciones de ropa casual y calzado, creciendo rápido económicamente.
En 1997 el minorista de ropa Next compró la tercera parte del negocio. En 2014, los fundadores recompraron el 33% de las acciones en manos de Next y recuperaron toda la propiedad.
En mayo de 2018, la sociedad CorpAcq adquirió la participación mayoritaria. Actualmente la compañía vende también artículos para el hogar, está presente en más de 25 países de todo el mundo y tiene subsedes en Irlanda y Australia.

## Pleito judicial con la RFU
Cotton Traders fue el proveedor oficial de la Rugby Football Union (RFU), organización rectora del rugby de Inglaterra, entre 1991 y 1997. El contrato incluía vestir a la selección nacional y le permitía elaborar réplicas de camisetas para la venta al público.
Tras la pérdida del acuerdo con la estadounidense Nike en 1997, Cotton Traders continuó produciendo una camiseta de rugby para la venta al estilo de la selección inglesa, es decir; una camiseta blanca con un emblema de rosa roja en el pecho. Esto culminó en una demanda legal de Nike y la RFU en 2002, tratando de prohibir la venta de lo que consideraban «mercancía no autorizada».
Un juez del Tribunal Superior de Justicia falló a favor de Cotton Traders en el caso, citando que la rosa de estilo clásico utilizada en la camiseta estaba asociada con Inglaterra como país o equipo y no con la RFU específicamente, y como tal no podía registrarse como marca comercial.